# Marchisio
La F.lli Marchisio fu un'azienda italiana di costruzioni funiviarie, in attività dal 1951 al 1984 nello stabilimento di Via V.Asinari di Bernezzo, 127 a Torino e fino al 1995 con il marchio di Marchisio-Doppelmayr nello stabilimento di C.so Francia 84 a Rivoli (TO). Oggi è parte del marchio CCM Finotello.

## Storia

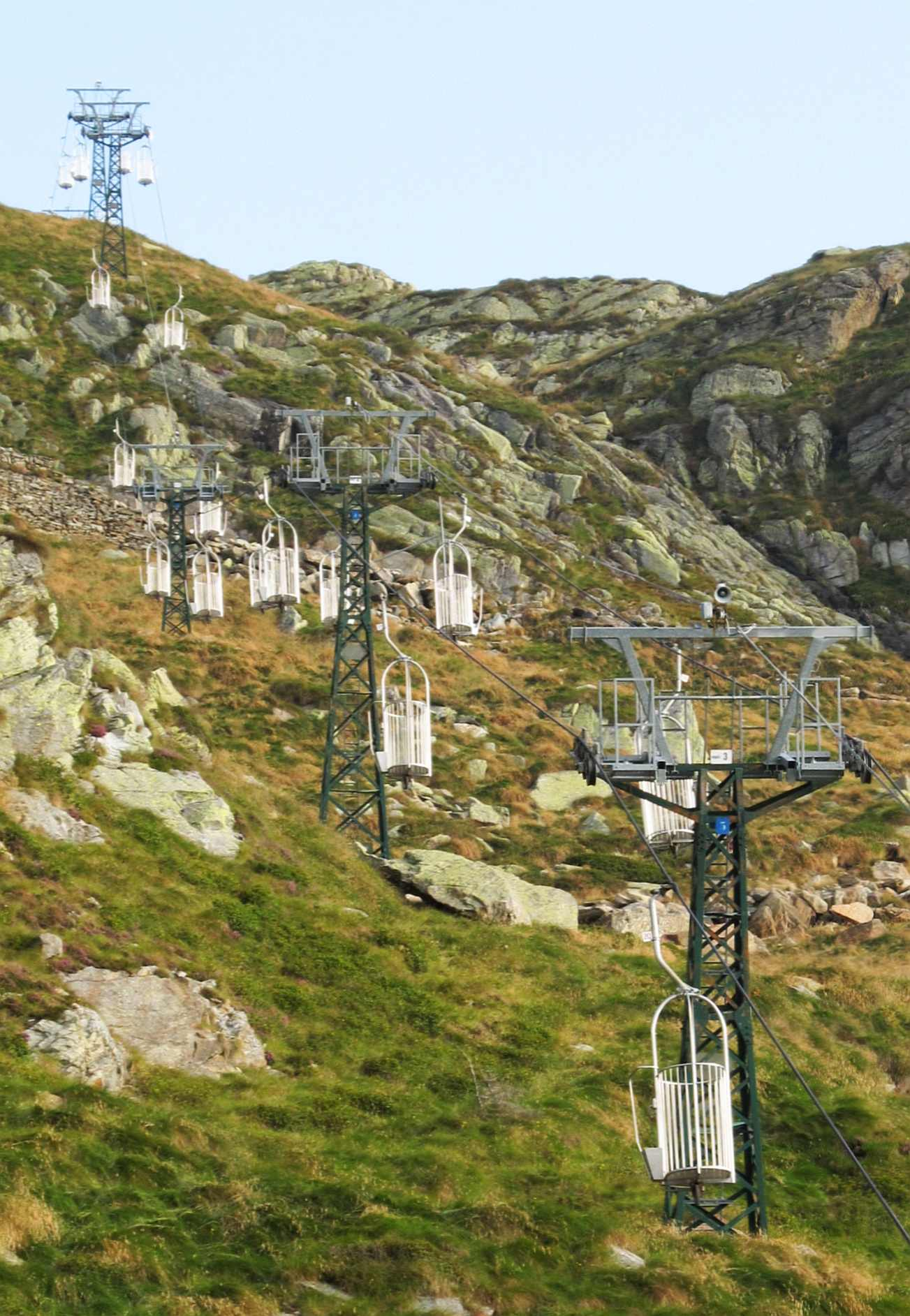
Cestovia "Monte Camino", Marchisio 1971, rinnovata da CCM.

La Marchisio nacque alla fine della Seconda guerra mondiale, fondata a Torino da Giovanni e Felice Marchisio e nel 1951 iniziò a costruire in proprio impianti funiviari, a seguito di varie esperienze anche all'estero con la ditta Carlevaro & Savio. Nel corso degli anni si affermò come una delle aziende leader del settore in Italia, specie nella produzione di piccoli impianti a morsa fissa. Nel 1985 venne acquistata dalla ditta funiviaria austriaca Doppelmayr ed assunse il nome di Marchisio-Doppelmayr. Nel 1993 Doppelmayr cedette il marchio alla ditta funiviaria piemontese CCM.

## Tipologie di impianti prodotti
La F.lli Marchisio ha prodotto i seguenti tipi di impianti a fune:

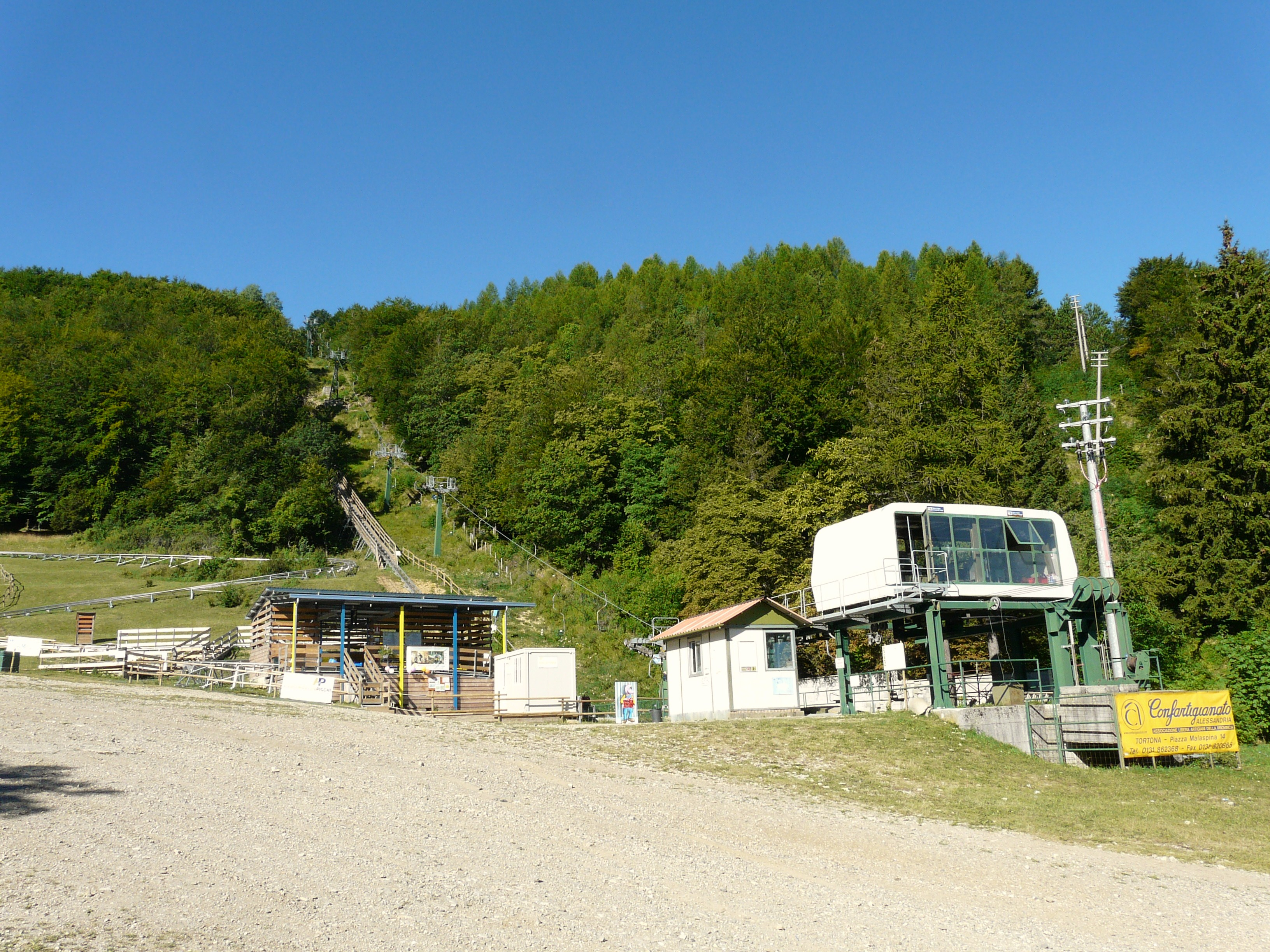
Seggiovia 1CLF "Monte Gropà", Caldirola(AL), impianto costruito dalla Marchisio nel 1951 e ricostruito da Marchisio-Doppelmayr nel 1990.

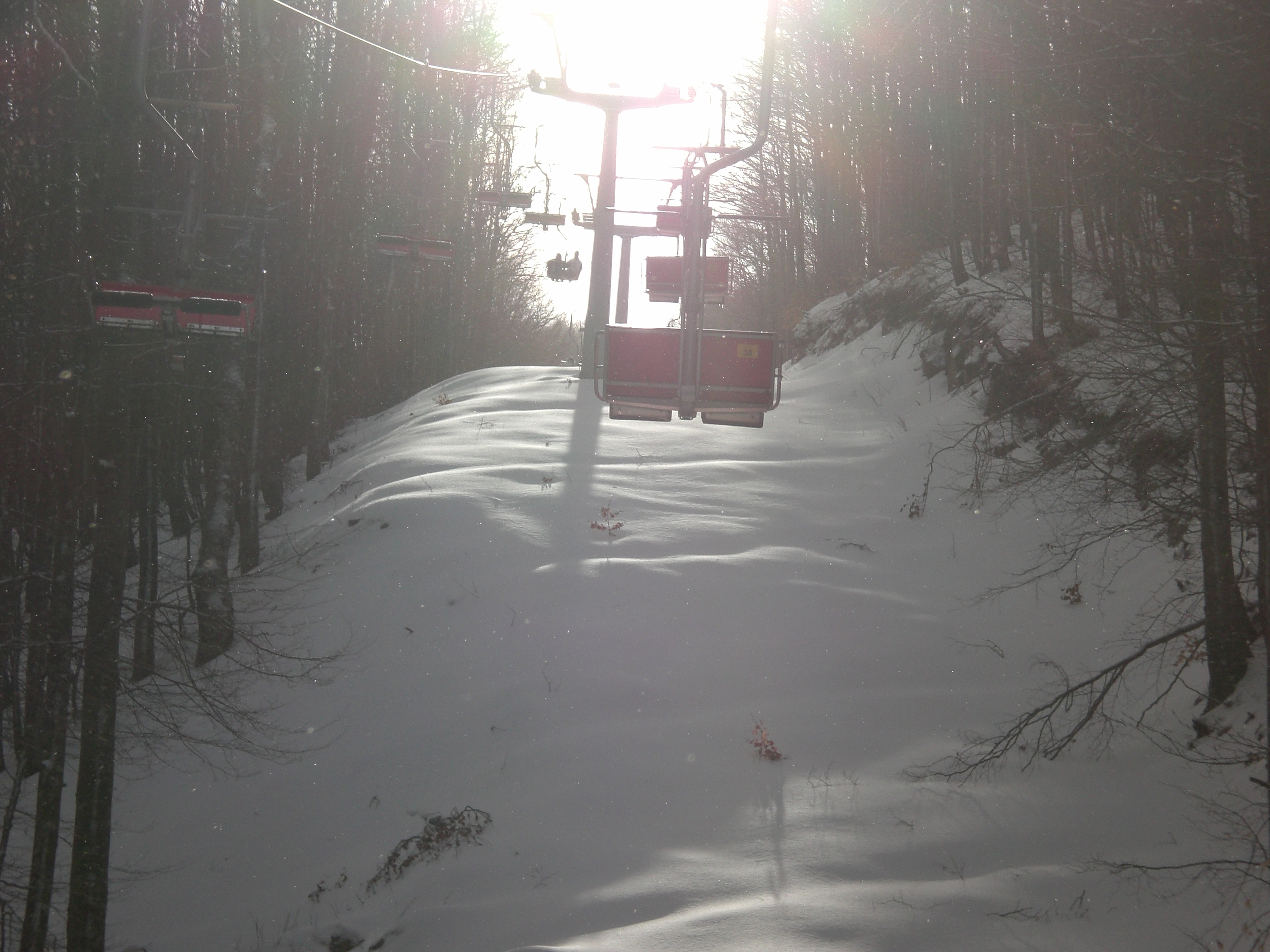
2CLF "Settevalli", costruita da Marchisio nel 1974 a Laceno (AV).

- Sciovie
- Seggiovie monoposto
- Seggiovie biposto
- Cestovie biposto

## Lista degli impianti a fune Marchisio ancora esistenti
In Italia e nel Mondo sono attualmente presenti 107 impianti a fune della Marchisio e Marchisio/Doppelmayr, di cui:
- 46 aperti al pubblico ed in regolare esercizio;
- 1 in esercizio privato;
- 1 mai entrato in funzione;
- 30 in stato di fermo/non attività legata alla vita tecnica;
- 29 in stato di dismissione/abbandono.

L'impianto più vecchio è del 1951, il più nuovo del 1993.

### Sciovie
In Italia e nel Mondo sono attualmente presenti 75 skilift Marchisio e Marchisio/Doppelmayr, il più vecchio è del 1952, il più nuovo del 1989.

#### Piemonte

##### Provincia di Cuneo
- Briga Alta (CN), skilift "Upega" (Marchisio 1967, impianto mai aperto al pubblico esercizio)
- Canosio (CN), skilift "Pra la Grangia" (Marchisio 1983)non più attivo dalla stagione sciistica 2014/2015
- Chiusa Pesio (CN), skilift "Chiesetta Alpina" (Marchisio 1969, dismesso dagli anni '90)
- Frabosa Soprana (CN) , skilift "Baby" (Marchisio, 1962)
- Frabosa Soprana (CN) , skilift "Lusera" (Marchisio 1980, dismesso dal 2006 e demolito nel 2018)
- Lurisia (CN), skilift "Loris" (Marchisio, 1965, dismesso dagli anni '80)
- Lurisia (CN), skilift "Betulla" (Marchisio, 1964)
- Lurisia (CN), skilift "Bucaneve" (Marchisio, 1977, non più attivo dal 2012 per scadenza di vita tecnica)
- Lurisia (CN), skilift "Genzianella" (Marchisio, 1963)
- Lurisia (CN), skilift "Margherita" (Marchisio, 1963)
- Lurisia (CN), skilift "Pineta" (Marchisio, 1980)non più attivo dalla stagione sciistica 2014/2015
- Ormea (CN), skilift "Dario" (Marchisio 1972, non più attivo dal 1998)
- Ormea (CN), skilift "Scuola" (Marchisio 1961, dismesso dal 1993)
- Pontechianale (CN), skilift "Conce" (Marchisio, 1964)
- Pontechianale (CN), skilift "Savarex" (Marchisio, 1965)
- San Giacomo di Roburent (CN), skilift "Giardina" (Marchisio, 1962)
- San Giacomo di Roburent (CN), skilift "Pineta" (Marchisio/CCM, 1967)

##### Città metropolitana di Torino
- Bardonecchia (TO), skilift "Chalier" (Marchisio, 1982)
- Bardonecchia (TO), skilift "Jafferau/Pian delle Selle" (Marchisio, 1980)non più attivo dalla stagione sciistica 2022/2023.
- Beaulard (TO), skilift "Gardè" (Marchisio 1971, non più attivo dagli anni '90)
- Beaulard (TO), skilift "Baby Scuola" (Marchisio 1974, non più attivo dagli anni '90)
- Casellette (TO), skilift "Musinè" (Marchisio 1974, dismesso dagli anni '90)
- Chiomonte (TO), skilift "Pian del Frais" (Marchisio/Piemonte Funivie 1952)
- Chiomonte (TO), skilift "Baby Narciso" (Marchisio/Graffer, 1957)
- Prali (TO), skilift "Ciatlet" (Marchisio/CCM, 1965)
- Prali (TO), skilift "Salei" (Marchisio/Doppelmayr 1985, non più attivo dal 2005)
- Salza di Pinerolo (TO), skilift "Salude" (Marchisio, 1953, sciovia privata - riposizionamento sciovia "Grange" di Pragelato)
- Sauze d'Oulx (TO), skilift "Tuassieres" (Marchisio/CCM 1970)
- Sestriere (TO), skilift "Motta" (Marchisio, 1959, accorciato nel 1989)
- Sestriere (TO), skilift "Orsiera" (Marchisio, 1966)
- Viù (TO), skilift "Belvedere-Monte Ciarm" (Marchisio, 1978, non più attivo dagli anni '90)

##### Provincia di Verbania
- Bannio Anzino (VB), skilift "Balmo-Provaccio" (Marchisio 1971, dismesso dal 1992)
- Mottarone (VB), skilift "Alpe Corti" (Marchisio 1976, non più attivo dal 2011)

##### Provincia di Vercelli
- Alagna (VC), skilift "Belvedere" (Marchisio 1952, dismesso dagli anni '80)
- Carcoforo (VC), skilift "Baby" (Marchisio 1979, non più attivo dal 2001)

#### Lombardia

##### Provincia di Pavia
- Pian del Poggio (PV), skilift "Armà" (Marchisio 1971, dismesso dai primi anni 2000)

##### Provincia di Sondrio
- Aprica (SO), skilift "Puncera" (Marchisio, 1983, dismesso nel 2020)
- Aprica (SO), skilift "Vago" (Marchisio 1966, dismesso nel 2000)
- Aprica (SO), skilift "Lago Palabione" (Marchisio 1962, sostituito nel 1993)
- Aprica (SO), skilift "Dosso Pasó" (Marchisio 1966, sostituito nel 1998)
- Aprica (SO), skilift "Salina" (Marchisio 1962, sostituito nel 1995)
- Aprica (SO), skilift "Cerbiattolo" (Marchisio, 1960, dismesso nel 2000)
- Aprica (SO), skilift "Sondellini" (Marchisio 1965, dismesso nel 1995)
- Aprica (SO), skilift "Camoscio" (Marchisio 1967, dismesso nel 1997)
- Aprica (SO), skilift "Parade" (Marchisio, 1964, dismesso nel 1994)
- Aprica (SO), skilift “Valscesa" (Marchisio 1971, dismesso negli anni ‘90 con la dismissione della ski-area Baradello)
- Aprica (SO), skilift "Le Plane" (Marchisio 1980, dismesso nel 2010)
- Aprica (SO), skilift "Quadri" (Marchisio 1968, sostituito nel 1996)
- Aprica (SO), skilift "S.Pietro" (Marchisio, 1966, sostituito nel 1999)
- Gerola Alta (SO), skilift "Pianone Salmurano" (Marchisio/Leitner/Sacif 1963)

#### Veneto

##### Provincia di Belluno
- Fonzaso (BL), skilift "Campon II" (Marchisio 1986)
- Nevegal (BL), skilift "Albergo Nevegal" (Marchisio 1962, dismessa dagli anni '90)

##### Provincia di Verona
- Boscochiesanuova (VR), skilift "Del castelletto" (Marchisio 1964, dismesso)
- Boscochiesanuova (VR), skilift "Slalom" (Marchisio 1966, rinnovato Wings/Doppelmayr)non più attivo dalla stagione sciistica 2015/2016 e demolito nel 2022.

#### Friuli-Venezia-Giulia

##### Provincia di Udine
- Sella Nevea (UD), skilift "Azzurra del Poviz" (Marchisio, 1969, non più attivo dal 2009)
- Sella Nevea (UD), skilift "Rossa del Poviz" (Marchisio, 1967, dismesso dal 2007)

#### Emilia Romagna

##### Provincia di Modena
- Frassinoro (MO), skilift "Roncole" (Marchisio 1973, dismessa dagli anni '90)
- Piandelagotti (MO), skilift "Casa Pasquesi-terzo Alpicella" (Marchisio 1970, dismessa dagli anni 2000)

#### Toscana

##### Provincia di Pistoia
- Abetone (PT), skilift "Jolly" (Marchisio 1984)

##### Provincia di Siena
- Amiata (SI), skilift "Marsiliana" (Marchisio/Leitner 1968)
- Amiata (SI), skilift "M.Amiata" (Marchisio 1975, dismesso dagli anni 2000)

#### Lazio

##### Provincia di Rieti
- Cittareale (RI), skilift "Caituro" (Marchisio 1972 , fermo dagli anni 2000)
- Leonessa (RI) ,skilift "Cardito nord" (Marchisio 1973, dismesso dal 2003)
- Leonessa (RI), skilift "Colle Fiorito" (Marchisio 1971, non più attivo da fine anni '90)

#### Liguria

##### Città metropolitana di Genova
- Santo Stefano D'Aveto (GE), skilift "Prato Grande" (Marchisio/Doppelmayr 1985, non più attivo dagli anni '90)
- Santo Stefano D'Aveto (GE), skilift "Prato Cipolla" (Marchisio/Doppelmayr 1985, rinnovato da Doppelmayr nel 2008)

##### Provincia di Savona
- Alberola (SV), skilift "Monte Cucco" (Marchisio, 1970, non più attivo dagli anni '90)
- Alberola (SV), skilift "Monte Veirera 2" (Marchisio, 1971, non più attivo dagli anni '90)
- Alberola (SV), skilift "Baby" (Marchisio/Doppelmayr, 1985, non più attivo dai primi anni 2000)

##### Provincia di Imperia
- Mendatica (IM), skilift "Rive" (Marchisio 1972, non più attivo dagli anni '80)
- Monesi (IM), skilift "Tre Pini" (Marchisio 1965, non più attivo dal 2008)
- Monesi (IM), skilift "Campo Scuola" (Marchisio 1963, dismesso dagli anni '90)
- Monesi (IM), skilift "Ubaghetto" (Marchisio 1966, non più attivo dagli anni '90)

#### Abruzzo

##### Provincia dell'Aquila
- Pescasseroli (AQ), skilift "Campo scuola" (Marchisio/Doppelmayr, 1984)
- Petrella Liri (AQ), skilift "La Carbonara" (Marchisio/Doppelmayr, 1983, non più attivo dal 2015)

##### Provincia di Teramo
- Prati di Tivo (TE), skilift "jolly 1" (Marchisio 1973, fermo vita tecnica dal 2015)
- Prati di Tivo (TE), skilift "jolly 2" (Marchisio 1973, fermo vita tecnica dal 2015)
- Prati di Tivo (TE), skilift "Baby" (Marchisio 1970, fermo vita tecnica dal 2010, di fatto non più attivo dal 1999)

#### Campania

##### Provincia di Avellino
- Bagnoli Irpino (AV), skilift "Cuccioli" (Marchisio 1974, dismesso dal 2006)

#### Calabria

##### Provincia di Catanzaro
- Taverna (CZ), skilift "Faggeto" (Marchisio 1971, non più attivo dai primi anni 2000)

#### Francia
- Les Orres, skilift "Marmottes" (Marchisio/CCM, 1978)

#### Grecia
- Vitsi, skilift "Kastoria" (Marchisio 1988)

### Seggiovie monoposto e biposto

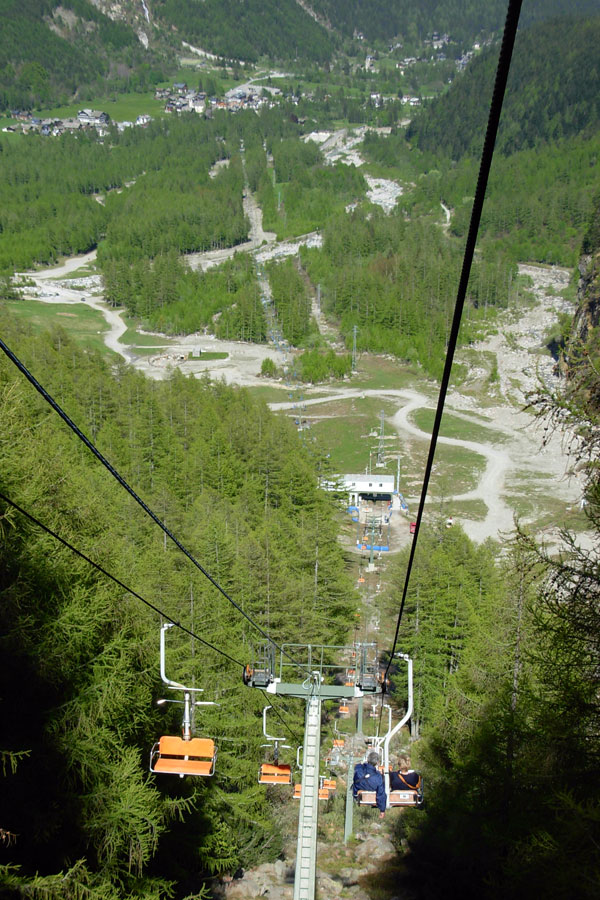
2CLF "Burky-Belvedere" - Macugnaga

In Italia e nel Mondo sono attualmente presenti 26 seggiovie (di cui 8 monoposto) della Marchisio e Marchisio/Doppelmayr, la più vecchia è del 1951, la più nuova del 1993.

#### Piemonte

##### Provincia Di Alessandria
- Caldirola (AL), 1CLF "La Gioia - Monte Gropà" (Marchisio, Doppelmayr, 1990)

##### Provincia di Cuneo
- Frabosa Soprana (CN), 1CLF "Monte Moro" (Marchisio, 1957)
- Limone Piemonte (CN), 2CLF "Morel" (Piemonte Funivie/Marchisio, 1979, riposizionata da SACIF nel 1996)
- Limone Piemonte (CN), 2CLF "Sole" (Marchisio, 1973, non più attiva dal 2012 per scadenza di vita tecnica)
- Lurisia (CN), 2CLF "Pian del Lupo" (Marchisio, 1977, non più attiva dal 2012)

##### Città metropolitana di Torino
- Bardonecchia (TO), 1CLF "Smith" (Marchisio, 1957, dismessa da novembre 2015)
- Pragelato (TO), 1CLF "Clot de la Soma" (Marchisio 1964 non più attiva dal 2007)

##### Provincia di Verbania
- Macugnaga (VB), 2CLF "Burki - Belvedere" (Marchisio, 1979)
- Macugnaga (VB), 2CLF "Pecetto - Burki" (Marchisio, 1979)

##### Provincia di Vercelli
- Alagna (VC), 1CLF "Otro-Belvedere" (Marchisio 1951, dismessa dagli anni '80)

#### Valle d'Aosta
- Gressoney (AO), 2CLF "Orsia - Bedemie" (Marchisio/Doppelmayr 1993)

#### Lombardia

##### Provincia di Pavia
- Pian del Poggio (PV), 2CLF "Monte Chiappo" (Marchisio/CCM, 1976)

##### Provincia di Sondrio
- Aprica (SO), 2CLF "Aprica - Malga Palabione" (Marchisio, 1979 dismessa dal 2014)
- Aprica (SO), 2CLF "Magnolta - Piana dei Galli" (Marchisio, 1981 dismessa dal 2022)
- Aprica (SO), 2CLF "Malga Palabione - Lago" (Marchisio, 1981 dismessa nel 2022)

#### Veneto

##### Provincia di Belluno
- Cortina d'Ampezzo (BL), 2CLF "Col Drusciè" (Marchisio-Doppelmayr 1986, revisionata da Doppelmayr)
- Sappada (BL), 1CLF "Monte Ferro" (Marchisio 1972 , dismessa dal 2006)

#### Marche

##### Provincia di Macerata
- Ussita Frontignano (MC), 2CLF "Cornaccione" (Marchisio 1983)

#### Abruzzo

##### Provincia di L'Aquila
- Micigliano (AQ), 1CLF "Terminilletto" (Marchisio 1968, non più attiva dal 2009)
- Roccaraso (AQ), 1CLF "Vallone S.Rocco" (Marchisio 1953, dismessa dagli anni '80)

##### Provincia di Teramo
- San Giacomo di Vallecastellana (TE), 2CLF "Tre Caciare" (Marchisio, 1981)

#### Campania

##### Provincia di Avellino
- Laceno (AV), 2CLF "Rajamagra" (Marchisio, 1974, non più attiva dal 21 maggio 2017)
- Laceno (AV), 2CLF "Settevalli" (Marchisio, 1974, non più attiva dal 21 maggio 2017)

#### Calabria

##### Provincia di Cosenza
- Camigliatello Silano (CS), 1CLF "Monte Curcio bis" (Marchisio 1974 dismessa dal 2005)

#### Grecia
- Pigadia, 2CLF "Kentriki" (Marchisio 1984)

#### Libano
- Cedars, 1CLF "Paralleles" (Marchisio)

### Cestovie biposto
In Italia sono attualmente presenti 6 cestovie biposto della Marchisio , la più vecchia è del 1960, la più nuova del 1971.

#### Lombardia
- Piazzatorre (BG) - Cestovia "Piazzatorre - Monte Zuccone " (Marchisio 1964, non più attiva dal 2005)

#### Umbria
- Gubbio (PG) - Cestovia "Colle Eletto" (Marchisio/CCM, 1960)

#### Toscana
- Marciana (LI) - Cestovia "Monte Capanne" (Marchisio/CCM)

#### Piemonte
- Oropa (BI) - Cestovia "Lago Mucrone - Monte Camino" (Marchisio, 1971, ferma da Aprile 2016 per scadenza vita tecnica)
- Torre Pellice (TO), Cestovia "Del Vandalino" (Marchisio, 1964, dismessa dal 1986)

#### Abruzzo
- Tagliacozzo (AQ) - Cestovia "Tagliacozzo-La Croce" (Marchisio 1963, dismesso dagli anni '80)

### Impianti demoliti/sostituiti di recente

#### Piemonte

##### Provincia di Cuneo
- Frabosa Soprana (CN) skilift "Punta Croce", fermo dal 2003 per scadenza vita tecnica e demolito lo stesso anno.
- Bossolasco (CN), skilift "Meridiana" (Marchisio 1972, non più attivo dagli anni '90), demolito nel 2015

##### Provincia di Torino
- Bardonecchia (TO), 2CLF "Fregiusia - Plateau" (Marchisio, 1982, demolito 2017)
- Bardonecchia (TO), skilift "Plateau" (Marchisio, 1982, demolito 2017)
- Sauze d'Oulx (TO), skilift "Chamonier" (Marchisio, 1967, riposizionato nel 1988, non più attivo dal 2009, demolito)
- Sauze d'Oulx (TO), 2CLF "Rocce Nere 1" (Marchisio, 1975, demolita)
- Sauze d'Oulx (TO), skilift "Rio Nero Sauze" (Marchisio, 1976, non più attivo dal 2009, demolito)
- Sauze d'Oulx (TO), skilift "Triplex" (Marchisio, 1976, non più attivo dal 1995, demolito)
- Sauze d'Oulx (TO), skilift "Lago Pilone" (Marchisio, 1977, non più attivo dal 1995, demolito)
- Sauze d'Oulx (TO), skilift "Baby Genevris" (Marchisio, 1978, demolito)
- Sauze d'Oulx (TO), skilift "Basset" (Marchisio, 1978, demolito)
- Sauze d'Oulx (TO), skilifts "Chardonnet 1 e 2" (Marchisio, 1980, non più attivi dal 2008, demoliti)
- Sauze d'Oulx (TO), 1 CLF "Treceira" (Marchisio, 1974, riposizionata nel 1980 e nel 1987, non più attiva dal 2009, demolita)
- Sestriere (TO), skilift "Nube d'Argento" (Marchisio, 1980, non più attivo dal 2010, demolito)
- Sestriere (TO), skilift "Principi" (Marchisio, 1966, demolito)
- Torre Pellice (TO), skilift "Scarussera" (Marchisio, 1965, dismessa dal 1986, demolito nel 2011)

##### Provincia di Verbania
- Macugnaga (VB), skilift "Vecchio Tiglio" (Marchisio 1973, demolito nel 2010)

#### Toscana

##### Provincia di Pistoia
- Abetone (PT), seggiovia monoposto "Abetone Buca della Terra - Selletta" (Marchisio 1953, dismessa nel 1982)
- Abetone (PT), seggiovia monoposto "Le Regine - Selletta" (Marchisio 1961, dismessa nel 2004)
- Abetone (PT), sciovia "Le Pozze - Passo d'Annibale" (Marchisio 1966, dismessa nel 1992)
- Abetone (PT), cestovia/seggiovia monoposto "Tre Potenze" (Marchisio 1968, i cesti vennero sostituiti da seggiolini nei primi anni '80. Dismessa nel 2004)
- Abetone (PT), sciovia "Fariola" (Marchisio 1971, dismessa nel 2004)
- Abetone (PT), seggiovia biposto "Val di Luce - Monte Gomito " (Marchisio 1974, dismessa nel 2004)

#### Lazio

##### Provincia di Rieti
- Leonessa (RI), skilift "Tilia" (Marchisio 1968, non più attivo dai primi anni 2000, demolito nell'estate 2016)
- Leonessa (RI), Seggiovia "Campo Stella" (Marchisio 1973, demolita nell'estate 2013)

#### Molise

##### Provincia di Isernia
- Capracotta (IS), skilift "Guardata" (Marchisio 1962, dismesso dagli anni '80, demolito nel 2015)

#### Abruzzo

##### Provincia di L'Aquila
- Petrella Liri (AQ), skilift "Camporotondo" (Marchisio 1968  ,dismesso da fine anni '90) Sostituito da una 2-CLF Leitner Ropeways nell'estate 2016.

#### Friuli Venezia Giulia

##### Provincia di Udine
- Prato Carnico (UD), skilift "Pradibosco Archiviato il 10 giugno 2015 in Internet Archive." (Marchisio 1975, non più attivo dagli anni 2000) Sostituito da una sciovia Leitner Ropeways nell'estate 2016